# Arzergrande
Arzergrande là một đô thị thuộc tỉnh Padova vùng Veneto, tọa lạc cách 25 km về phía tây nam của Venezia và cách khoảng 20 km về phía đông nam của Padova. Tại thời điểm ngày 31 tháng 12 năm 2004, đô thị này có dân số 4.257 người và diện tích 13,6 km².
Đô thị Arzergrande bao gồm các frazione (các đơn vị cấp dưới) Vallonga.
Arzergrande giáp các đô thị: Codevigo, Piove di Sacco, Pontelongo.